# Сказкин, Фёдор Данилович
Фёдор Данилович Сказкин (22 ноября 1900, станица Каменская Область Войска Донского Российская империя — 20 января 1968, Ленинград СССР) — советский физиолог растений. Академик АПН СССР (1950). Младший брат историка Сергея Сказкина.

## Биография

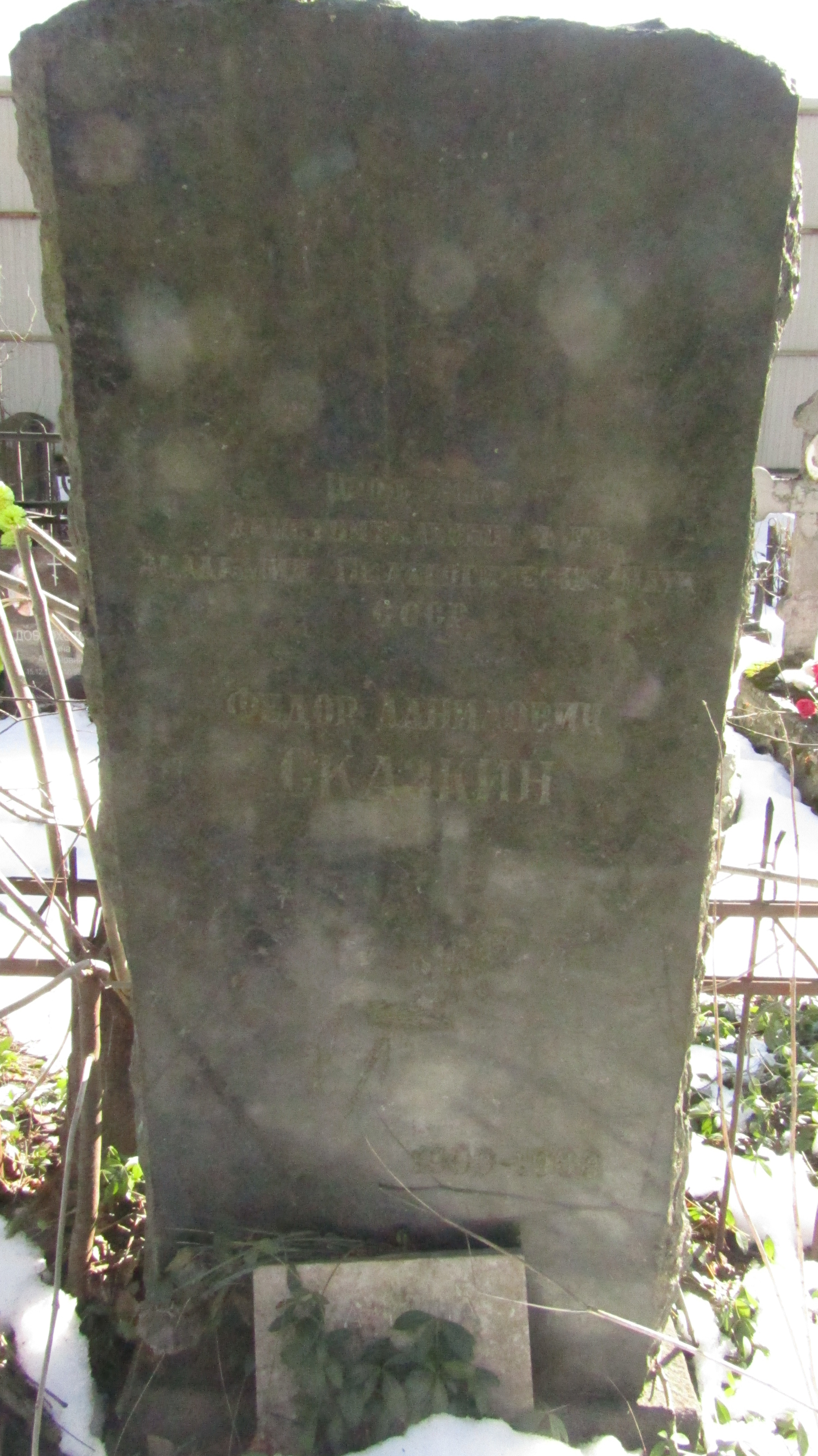
Могила Сказкина Ф. Д. Серафимовское кладбище, Санкт-Петербург.

Родился 22 ноября 1900 года в станице Каменской (ныне — Каменск-Шахтинский) в семье военного. Вскоре переехал в Ростов-на-Дону, поступил в Донской институт сельского хозяйства и мелиорации, который окончил в 1925 году. Был оставлен в институте и в течение последующих 6 лет занимал должности ассистента, доцента и заведующего кафедрой растений. В 1931 году переехал в Ленинград, где с 1931 по 1933 год работал в ВИРе, одновременно с этим с 1931 по 1964 год занимал должность заведующего кафедрой ботаники Ленинградского педагогического института (С 1933 года — профессор). С 1964 года до конца жизни занимал должность научного консультанта в этом же институте.
Скончался 20 января 1968 года в Ленинграде. Похоронен на Серафимовском кладбище Санкт-Петербурга.

## Труды
Основные научные работы посвящены изучению водного режима и засухоустойчивости растений. Он также:
- Заложил основы физиологии орошаемых растений.
- Исследовал влияния орошения на рост и развитие растений.
- Разработал методику физиолого-биохимической диагностики норм и сроков полива культурных растений.

### Работы
- Практикум по физиологии растений, 1958.
- Летние практические занятия по физиологии растений, 1960.
- Критический период у растений по отношению к недостатку воды в почве.— Л.: Наука Ленинградского отделения, 1971.

## Список использованной литературы
- Биологи. Биографический справочник.— Киев.: Наук. думка, 1984.— 816 с.: ил.